# Осипов, Кирилл Осипович
Кирилл Осипович Осипов (29 января 1898 — 9 мая 1945) — военно-морской деятель, контр-адмирал (1940).

## Биография
Родился в деревне Лисичино, Старорусского района Новгородской области. Окончил школу юнг в 1916 году, учебно-минный отряд Балтийского флота в начале 1918 года. С 1918 года служил минёром эскадренного миноносца «Дельный», а позже старшиной-минёром линейного корабля «Гангут». С 1919 года учился на Курсах командного состава флота (наименование и структура курсов тогда неоднократно изменялись). В составе Сводного морского отряда участвовал в отражении наступления на Петроград армии генерала Н. Н. Юденича в 1919 году. В 1922 года окончил Училище командного состава флота, был назначен помощником командира подводной лодки «АГ-23» Морских сил Чёрного моря.
В 1925 году окончил класс подводного плавания СККС ВМС РККА и стал помощником командира подводной лодки «Нерпа» («Политрук»), с 1925 — помощник командира подводной лодки «Шахтёр» (экс-«АГ-23»), с 1926 года — командир подводной лодки «АГ-24» («Коммунист»).
В 1931 году окончил военно-морской факультет Военно-морской академии РККА имени К. Е. Ворошилова и был назначен командиром 1-го дивизиона подводных лодок Морских сил Чёрного моря.
В 1932 году назначен командиром 1-й бригады подводных лодок Морских сил Дальнего Востока. В конце 1935 года присвоено воинское звание флагмана 2 ранга. В 1936 году — военный советник в Испании, а после возвращения в СССР — начальник военно-морской инспекции ВМФ.
В 1938 году вновь назначен военным советником испанской республиканской армии. После возвращения — начальник военно-морской инспекции ВМФ (1938—1939).
Находился в заключении с декабря 1938 по февраль 1939, освобождён из-под стражи с прекращением дела. Затем был восстановлен в ВМФ, назначен уполномоченным в государственную приёмку кораблей ВМФ от промышленности.
В 1940 году назначен ассистентом кафедры тактики подводных лодок и противолодочной обороны командного факультета Военно-морской академии им. К. Е. Ворошилова, в 1942 году — исполняющим должность доцента той же кафедры и представителем Главного Морского штаба. В 1943 году назначен начальником морской группы при штабе Дальневосточного фронта, затем начальником Тихоокеанского высшего военно-морского училища.
Умер 9 мая 1945 от сердечного приступа. Похоронен с воинскими почестями на Морском кладбище Владивостока.

## Награды
- Два ордена Ленина (1935, 1945);
- Орден Красного Знамени (1944);
- Медаль «XX лет Рабоче-Крестьянской Красной Армии» (1938);
- Другие медали СССР;
- Именное оружие.

## Воинские звания
- Флагман 2-го ранга (Приказ НКО СССР по личному составу № 2488 от 28.11.1935);
- Контр-адмирал (Постановление СНК СССР № 946 от 04.06.1940).

## Публикации
- Осипов К. О. Адмирал Макаров. — М.: Огиз, Госполитиздат, 1943. — Тираж 25 000 экз.